# Capraphis blackmani
Capraphis blackmani är en insektsart som beskrevs av Mier Durante, Ortego och Nieto Nafría 2009. Capraphis blackmani ingår i släktet Capraphis och familjen långrörsbladlöss. Inga underarter finns listade i Catalogue of Life.